# Lateralplan

Beschnittener Lateralplan

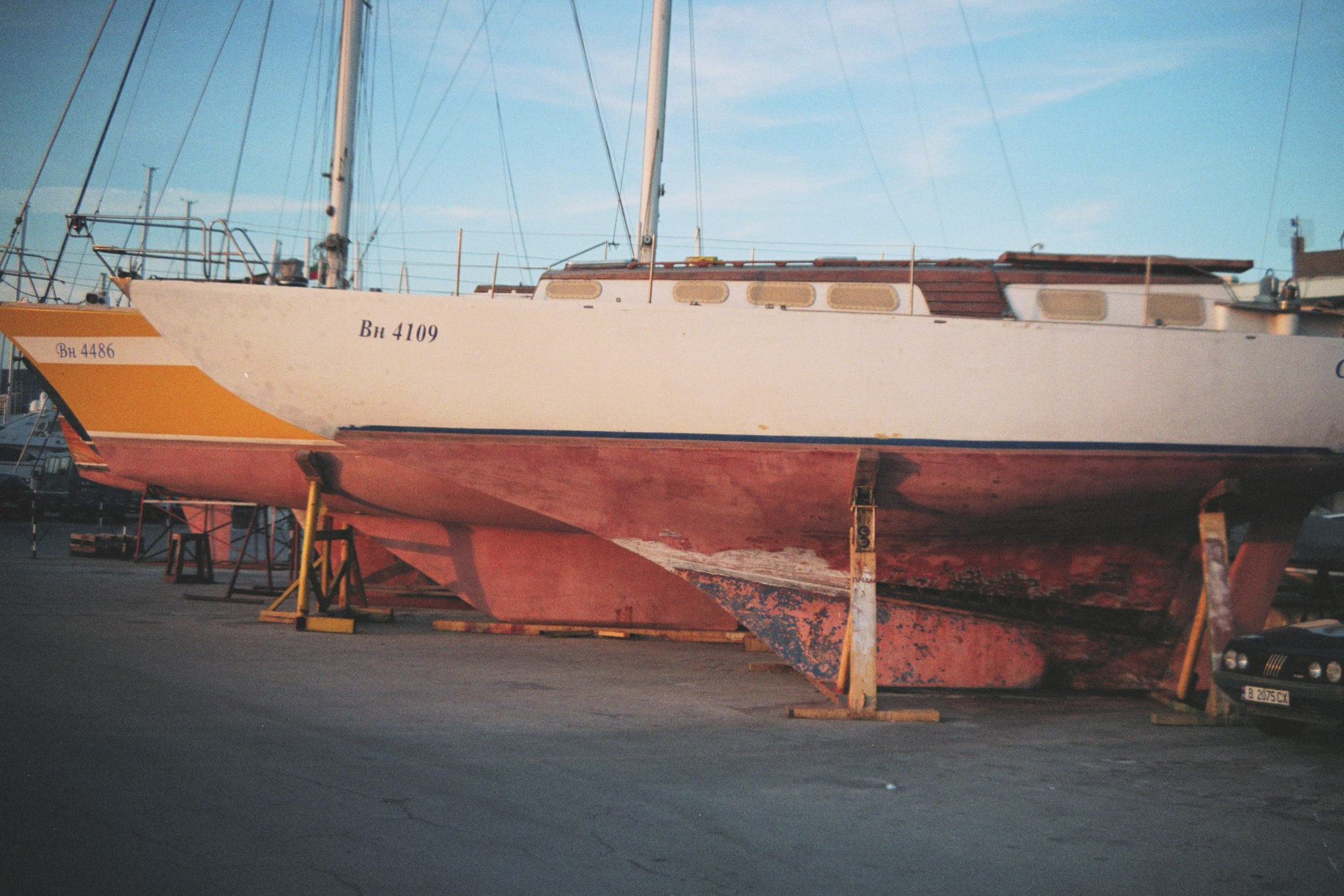
Längerer Lateralplan

Der Lateralplan (von lateral: „seitlich“) ist die seitliche Projektion der Unterwasserfläche eines Schiffes oder Bootes. Er wirkt dem seitlichen Abdriften entgegen – je größer der Lateralplan ist, desto geringer ist die Abdrift des Wasserfahrzeuges.
Aus der Form des Lateralplans lassen sich Abschätzungen zur Drehfreudigkeit (Manövrierbarkeit) des Schiffs ableiten. Je nachdem, ob der Kiel lang, kurz oder tief ist, spricht man von einem langen, kurzen, tiefen oder auch flachen Lateralplan. Ein großer und langgestreckter Lateralplan bewirkt eine gute Kursstabilität, verringert jedoch mit entsprechend großem Reibungswiderstand die Geschwindigkeit. Ein kleiner und kurzer Lateralplan (zum Teil auch: geteilter oder „beschnittener“ Lateralplan) hat einen geringeren Widerstand, die Yacht neigt jedoch eher dazu, „aus dem Ruder zu laufen“, das heißt zu ungewünschten Richtungsänderungen.
Der geometrische Schwerpunkt (Flächenschwerpunkt) des Lateralplans wird als Lateralschwerpunkt oder auch als Lateraldruckpunkt bezeichnet.